# Antoine-Augustin Cournot
Antoine-Augustin Cournot   (Gray, 28 d'agost de 1801 - París, 31 de març de 1877) fou un matemàtic, economista i filòsof francès.

## Vida
Els Cournot havien estat terratinents agrícoles durant generacions, però quan neix Cournot ja no queda res d'aquestes propietats i el seu pare fa de notari al seu poble natal, Gray (Alt Saona), amb l'ajut d'un germà i dues germanes. Serà aquest oncle qui influirà en la formació del nen Cournot. De 1809 a 1815 va estudiar al col·legi del seu poble i el quatre anys següents, al mateix temps que s'ocupa de qüestions legals, continua estudiant pel seu compte les obres de Fontenelle, de Laplace i Arnauld.
El 1819 se'n va anar a Besançon amb la intenció de cursar al College Royal el curs preparatori per a l'ingrés a l'École Normale Supérieure, secció de ciències. L'agost del 1821 s'examina i és admès en aquesta prestigiosa institució. Però l'any següent l'École va ser tancada per ordre governativa. Els seus professors preferits havien estat Lacroix i Hachette i havia fet amistat amb el seu company d'estudis Dirichlet. Cournot, amb Dirichlet, va continuar els seus estudis a La Sorbona des d'on van poder mantenir nombrosos contactes científics.
El 1823, Cournot es va comprometre amb el mariscal de França Saint-Cyr a fer de tutor del seu fill, al mateix temps que li feia de conseller i crític de les seves memòries que estava redactant. Aquesta feina li proporcionava a Cournot un mitjà de vida per continuar a París i li permetia tenir prou temps per prosseguir els seus estudis matemàtics. El mariscal va morir el 1830 i les seves memòries van ser publicades el 1831 en quatre volums sota el títol de Mémoires pour servir à l'histoire militaire sous le directoire, le consulat et l'empire. Durant aquesta època, Cournot també es va graduar en lleis (1827) i doctorar en ciències (1829).
El 1833, quan el seu compromís amb la família Saint-Cyr ja s'havia acabat, Cournot es va posar en contacte amb Poisson qui havia estat força impressionat per les seves obres, posant-se a la seva disposició per algun càrrec. Poisson dirigia en aquell temps el sistema educatiu de França i no li va ser difícil d'oferir-li la càtedra d'anàlisi i mecànica a la recentment creada Facultat de Ciències de la universitat de Lió, càrrec que va ocupar el 1834, i en el que només va estar un curs acadèmic.
El 1835, Poisson, el va proposar com a rector de l'Acadèmie de Grenoble. François Guizot, ministre d'ensenyament del govern francès, li va fer una carta de presentació tan elogiosa que va ser rebut a Grenoble d'una forma digna d'un jove de 34 anys que arriba al càrrec de rector. El 1836, en morir inopinadament Ampère, va ser nomenat provisionalment per substituir-lo en el càrrec d'Inspector General d'Universitats, sense abandonar el seu rectorat de Grenoble.
El 1838 el càrrec d'Inspector General es va convertir en permanent i, al mateix temps que es casava, es traslladà definitivament a París. Em morir Poisson el 1840, va ser substituït per Poinsot a qui Cournot no coneixia, però que el va ratificar en el càrrec. El 1844 va haver de prendre un permís, ja que els seus ulls malalts donaven símptomes d'anar a pitjor.
El 1854, després d'haver tingut càrrecs importants en totes les administracions governamentals (monarquia, república i segon imperi), va ser nomenat rector de la universitat de Dijon. Però el 1862 va renunciar a tots els seus càrrecs degut a la seva ceguesa. Va passar la resta de la seva vida a París pràcticament cec, excepte un breu període durant la Guerra francoprussiana en què va estar a Suïssa.

## Obra
L'obra de Cournot té tres dimensions diferenciades: l'obra matemàtica i estadística, l'obra econòmica i l'obra filosòfica i metodològica.

### Matemàtiques i Estadística
En matemàtiques pures i aplicades, Cournot va publicar dos llibres: la ja esmentada tesi doctoral sobre mecànica (1829) i el Traité élémentaire de la théorie des fonctions et du calcul infinitésimal (1841) que, com ell mateix afirma a la introducció, no és més que el fruit de les seves classes, del curs en què va estar a la universitat de Lió. Però la seva aportació més original rau en el camp de l'estadística: el seu llibre Exposition de la théorie des chances et des probabilités (1843) és un text altament considerat, citat per altres autors, i en el que exposa amb claredat la teoria de la freqüència de les probabilitats i una primera aproximació al concepte d'interval de confiança.

### Economia

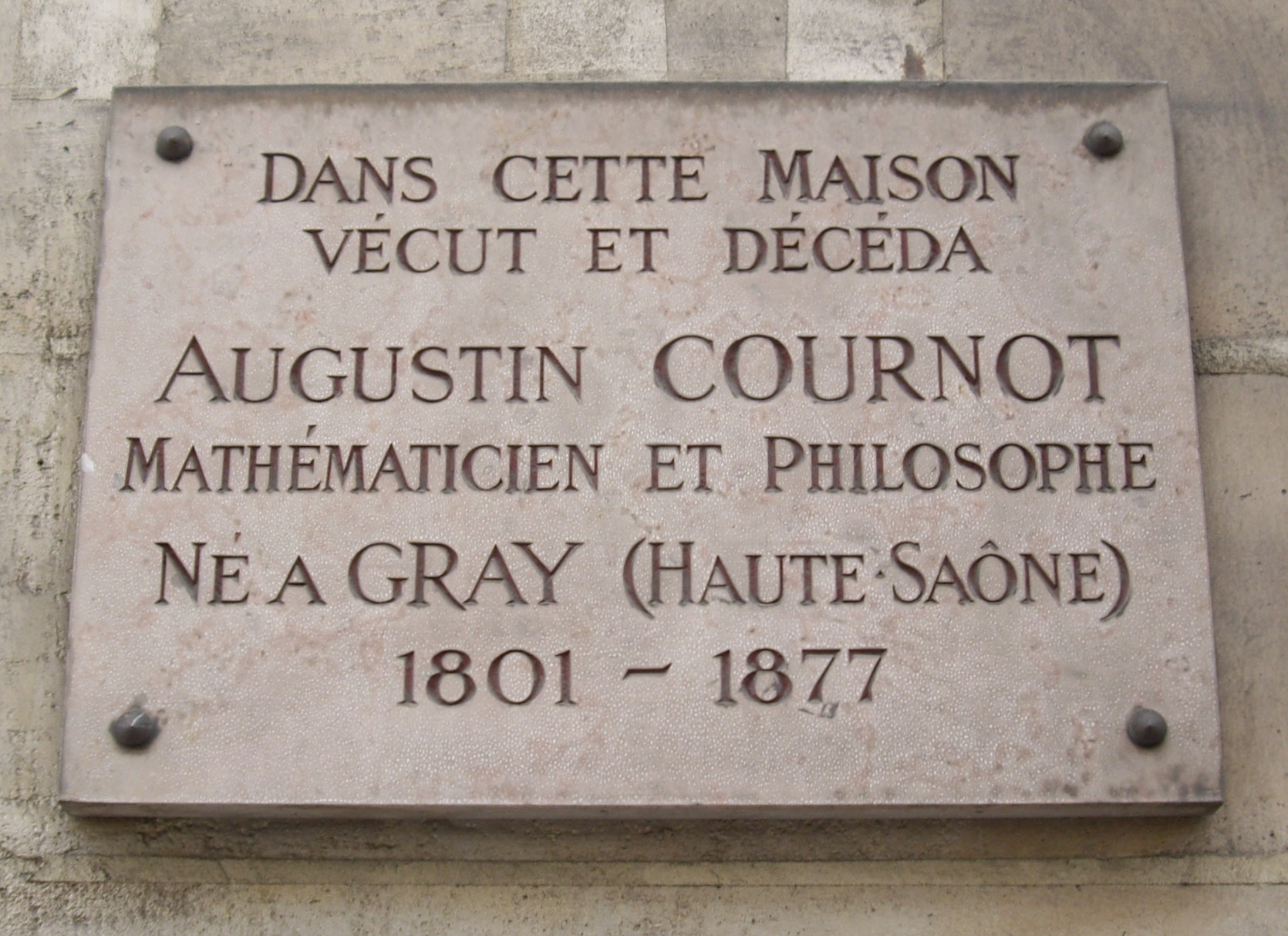
Encara, avui en dia, no se'l reconeix com economista.

La seva obra econòmica se centra bàsicament en un llibre: Recherches sur les principes mathématiques de la théorie des richesses (1838), que va tenir dues seqüeles: Principes de la théorie des richesses (1863) i Revue sommaire des doctrines économiques (1877). La gran novetat que aporta Cournot en el seu primer llibre és la modelització matemàtica dels fenòmens socials, que no se li havia acudit a ningú abans d'ell. Cournot va introduir els conceptes de funció i probabilitat en l'anàlisi econòmica, va derivar la primera fórmula per a la regla de l'oferta i la demanda com a funció del preu i, de fet, va ser el primer en dibuixar corbes d'oferta i demanda en forma gràfica. Malgrat tot, la seva obra va ser incompresa, ja que els economistes de la seva època ni estaven acostumats, ni sabien suficient anàlisi matemàtica per seguir els raonaments de Cournot; per aquests motius la seva obra econòmica ve ser amplament ignorada.
Els tres primers capítols de les Recherches són introductoris i en el tercer presenta l'àlgebra del mecanisme dels preus en general. Els capítols cèlebres van del 4 al 9, constituint el nucli de l'anàlisi parcial d'Alfred Marshall: la funció de demanda, la teoria del monopoli, la teoria de la competència perfecta i el tractament del oligopoli (particularitzat en el cas de la teoria del duopoli), anticipant el que avui denominem equilibri de Nash. En el capítol 11 aporta una altra idea que serà fruitosa anys més tard: la de complementar l'anàlisi parcial amb una anàlisi de la renda, anticipant, així, una idea, ni que fos vagament, de l'equilibri general.

### Filosofia i Metodologia
Durant tota la seva vida acadèmica es va interessar per les qüestions filosòfiques, però va ser en els darrers anys de la seva vida quan va començar a construir un cos de coneixement força ric i variat. Cournot també es va interessar en l'epistemologia, partint de la física teòrica. En aquest camp va publicar quatre llibres:
- Essai sur les fondements de nos connaissances (1851)
- Traité de l'enchaînement des idées fondamentales dans les sciences et dans l'histoire (1861)
- Considérations sur la marche des idées et des événements dans les temps modernes (1872)
- Matérialisme, vitalisme, rationalisme: études sur l'emploi des données de la science en Philosophie (1875)

En totes elles posa èmfasi en la dimensió històrica del coneixement humà, posant en relleu el paper de les revolucions científiques i mantenint l'equilibri entre atzar i causalitat: el seguit dels esdeveniments històrics ni és pur atzar, com en una partida de daus, ni és pura conseqüència d'esdeveniments anteriors, com a les teories físiques: cafa esdeveniment influència els següents sense implicar-los.
El 1859 va publicar unes memòries amb el títol de Souvenirs, però no son de gaire ajuda per traçar la seva biografia intel·lectual perquè es dedica més a parlar dels personatges que es van creuar a la seva vida que d'ell mateix i, a més, en acabar-se el 1859 deixen una bona part de la seva obra fora del seu abast.